# Семейство Весты
Семе́йство Ве́сты — одно из довольно больших и известных семейств астероидов, объединяющее почти все астероиды спектрального класса V, находящиеся в непосредственной близости от астероида (4) Веста. К этому семейству принадлежат примерно 6 % астероидов главного пояса.

## Характеристики

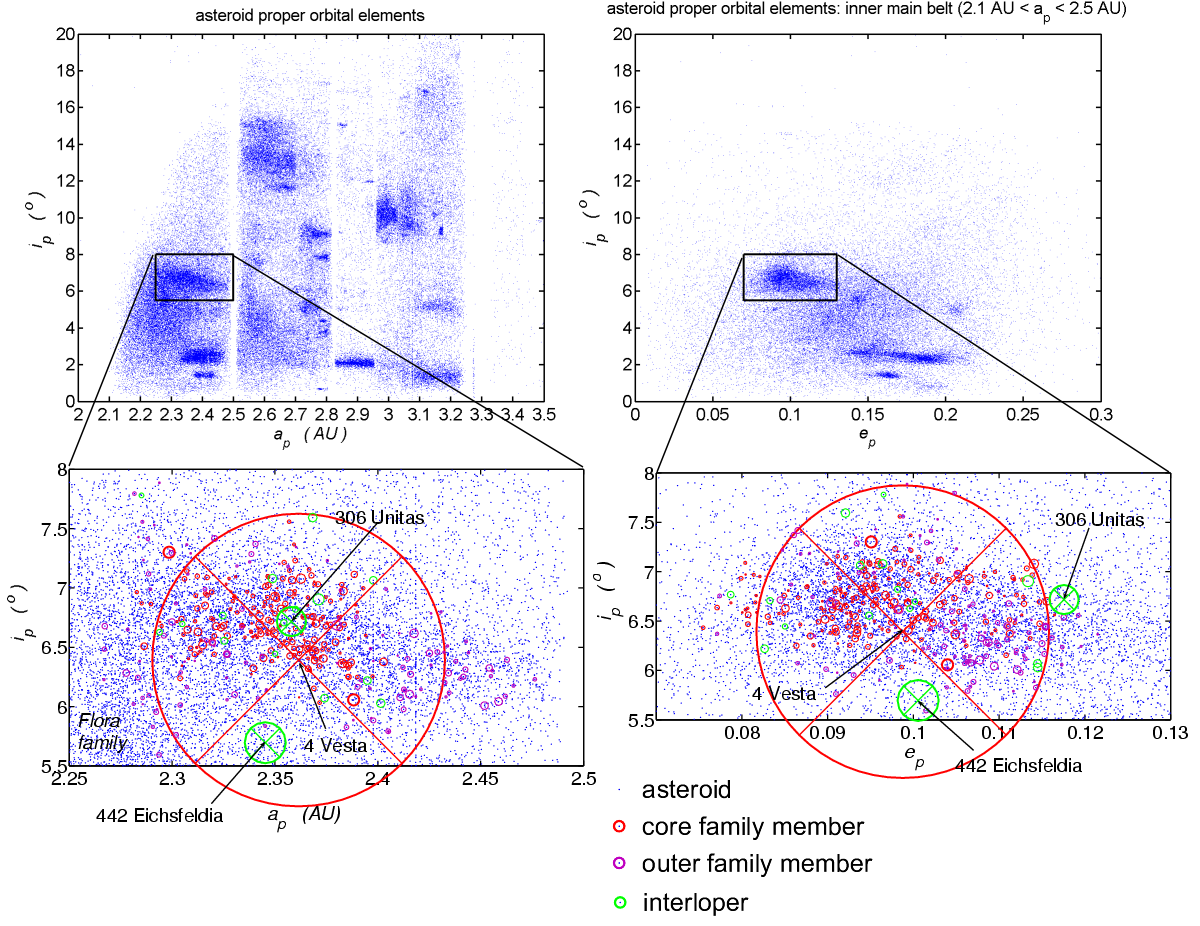
Расположение и структура семейства Весты

Основная масса астероидов этого семейства сосредоточена в астероиде Веста (средний диаметр 530 км), втором по размерам астероиде Солнечной системы. Остальные астероиды по размерам сильно уступают Весте и не превышают в диаметре 10 км. Самые яркие из них — это астероиды (1929) Коллаа и (2045) Пекин, но даже у них звёздная величина не превышает 12,2m, что позволяет оценить их размер в 7,5 км (если считать, что они обладают таким же большим альбедо, как и Веста; если их поверхность более тёмная, то размеры могут быть и бо́льшими).
Считается, что семейство образовалось в результате столкновения Весты с крупным астероидом, который выбил из её поверхности огромное количество обломков, ставшими самостоятельными астероидами семейства, и оставил огромный кратер на южном полюсе Весты (размерами 460 км в поперечнике и 13 км в глубину, что сопоставимо с размерами самого астероида). HED-метеориты, которые иногда находят на Земле, также являются результатом этого столкновения.
В семейство также входят несколько астероидов класса J, которые также являются продуктами столкновения, но в отличие от астероидов V класса они были выброшены из более глубоких слоёв Весты.
В результате статистического анализа параметров орбит астероидов семейства Весты был установлен основной диапазон орбитальных элементов астероидов данного семейства:
|     | ap         | ep    | ip   |
| --- | ---------- | ----- | ---- |
| min | 2,26 a. e. | 0,075 | 5,6° |
| max | 2,48 a.e.  | 0,122 | 7,9° |

Это позволяет примерно оценить границы семейства для современной эпохи:
|     | a          | e     | i    |
| --- | ---------- | ----- | ---- |
| min | 2,26 а. е. | 0,035 | 5,0° |
| max | 2,48 а. е. | 0,162 | 8,3° |

Данный анализ позволил определить, что численность астероидов данного семейства составляет 235 астероидов. Последующие исследования 2005 года увеличили численность семейства до 6051 астероида, что составляет 6 % от всех открытых астероидов.

## Исключения
Спектроскопический анализ показал, что не все астероиды, входящие в это семейство, являются обломками, выброшенными из Весты. Судя по спектральным данным, они не относятся ни к астероидам класса V, ни к астероидам класса J, но, тем не менее, имеют схожие с семейством параметры орбит. К ним относятся такие астероиды как:

| - (306) Юнитас - (442) Айхсфельдия - (1697) Коскенниеми - (1781) Ван Бисбрук | - (2024) МакЛафлин - (2029) Биноми - (2086) Ньювелл - (2346) Лилио |